# Carl von Wichmann
Carl Franz Hermann von Wichmann (né le 11 avril 1860 à Bromberg et mort le 11 mai 1922) est un lieutenant général prussien.

## Biographie

### Origine
Il est le fils du général de cavalerie prussien Hermann von Wichmann (1820–1886) et de son épouse Helene, née von Borcke (de) (1838–1884).

### Carrière militaire
Wichmann rejoint le 1er avril 1880 en tant que Portepeefähnrich le 26e régiment d'infanterie de l' armée prussienne. Là, il est promu au grade de sous-lieutenant le 18 octobre 1881. Au cours des années qui suivent, il sert d'abord comme adjudant du 1er bataillon, puis comme adjudant régimentaire. En tant que premier lieutenant, Wichmann est adjudant du 21 septembre 1889 au 13 septembre 1893 de la 50e brigade d'infanterie (de). Il est ensuite promu capitaine et nommé commandant de compagnie au sein du 7e régiment de grenadiers. Il est ensuite nommé adjudant du commandement général du 5e corps d'armée de 1898 à 1903. Le 18 avril 1903, Wichmann retourne au service militaire et devient commandant de bataillon au 1er régiment de grenadiers à Königsberg. À ce poste, il est promu lieutenant-colonel le 19 décembre 1907 et est incorporé le 27 janvier 1908 à l'état-major du 51e régiment d'infanterie à Breslau. Il est ensuite, en tant que colonel, commandant du 34e régiment de fusiliers à Stettin du 20 mars 1911 au 1er juillet 1913. Wichmann quitte ensuite l'armée et rejoint la marine impériale. Là, il est nommé inspecteur de l'infanterie de marine (de) et se voit simultanément confier les fonctions de commandant de Kiel. Wichmann reçoit l'ordre de la Couronne, de 2e classe. Il est promu au grade de major-général sept jours plus tard.
Après le début de la Première Guerre mondiale, Wichmann est commandant de la brigade d'infanterie de marine du 27 août au 7 décembre 1914. Elle fait partie de la division de marine (de) sous l'amiral Ludwig von Schröder. Il quitte ensuite la marine impériale, retourne dans l'armée prussienne et est commissionné le 10 décembre 1914 en tant que commandant de la 81e brigade d'infanterie (de), qui à ce moment est engagée dans des combats de position à l'ouest de Roye-Noyon.
Sur ordre de Wichmann, de petits buissons sont plantés du côté des meurtrières faisant face à l'ennemi. Le nom « Wichmannbüsche » (buissons Wichmann) devient rapidement courant. Wichmann reçoit la Croix hanséatique de la ville de Lübeck le 3 novembre 1915.
Le 21 février 1916, jour du début de la bataille de Verdun, Wichmann dirige l'opération Hambourg. À l'Est du ruisseau Souchez se trouve une hauteur (appelée « hauteur de Gießler ») dont la possession, à l'instar de la hauteur de Lorette, confère à l'ennemi des avantages stratégiques considérables. Cette hauteur est conquise avec succès par l'entreprise. Le peintre Hans am Ende, qui a combattu dans les rangs de la brigade, capture les hauteurs du point de vue des régiments de la brigade, (162e (de)) et (163e (de)), dans une aquarelle.
Le 3 avril 1916, il prend le commandement de la 44e division de réserve devant Verdun. À partir du 18 juin 1916, Wichmann commande la 56e division d'infanterie. Ses exploits lors des combats sur le front occidental sont récompensés le 25 octobre 1916 par l'attribution de l'ordre de l'Aigle rouge, de 2e classe avec feuilles de chêne et épées. À la fin de l’année, il est promu au grade de lieutenant général. Wichmann est relevé de ses fonctions le 1er juillet 1918 et finalement, le 14 octobre 1918, sa pension légale est mise à disposition après approbation de sa demande de démission.